# Pachalik de Zigetvar
1592–1600
Entités précédentes :
- Transylvanie
- Pachalik de Budin
- Pachalik de Bosnie

Entités suivantes :
- Pachalik de Kanije

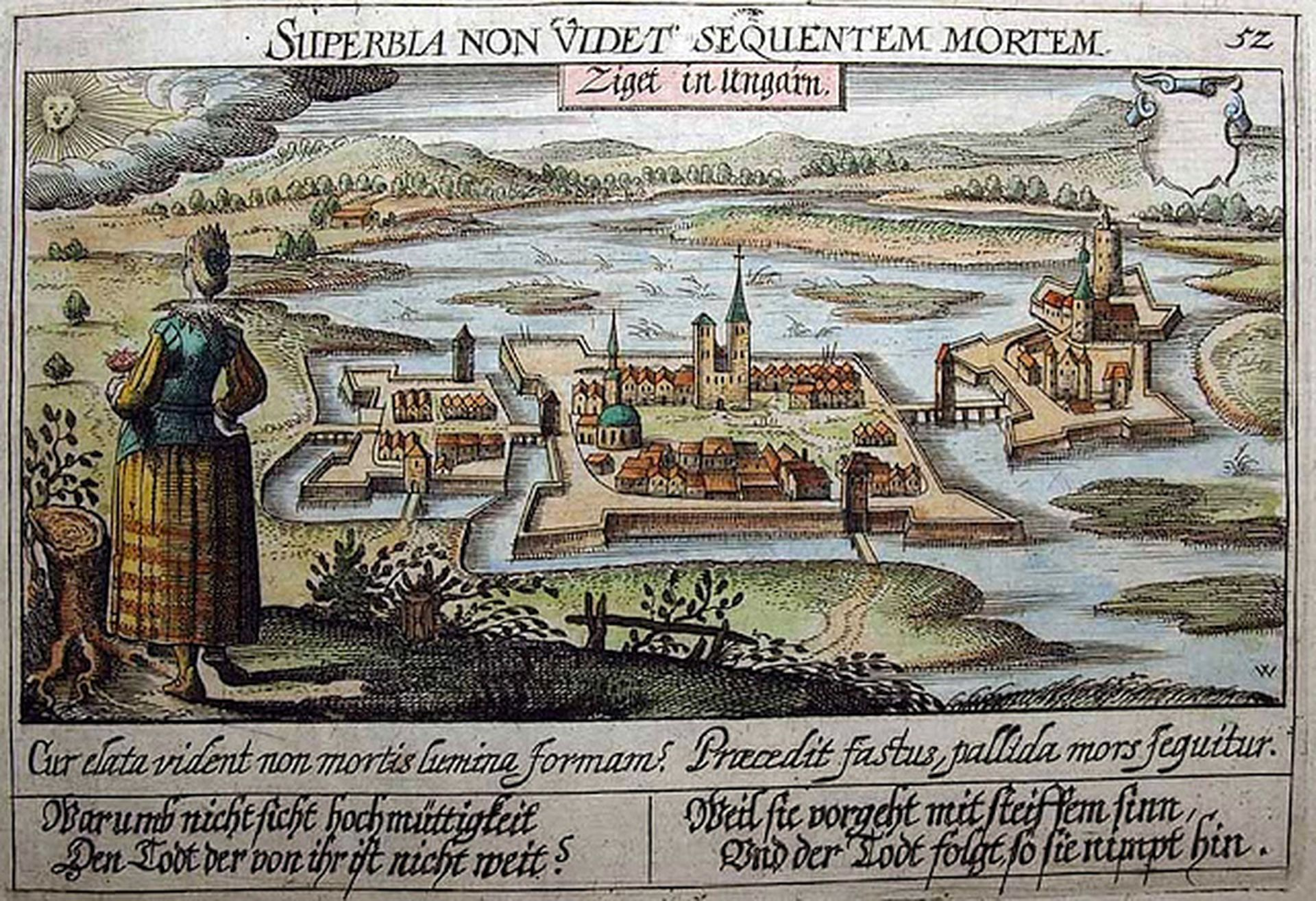
Ziget in Ungarn (« Ziget en Hongrie »), gravure de Daniel Meisner, 1625.

Le pachalik de Zigetvar ou eyalet de Zigetvar (turc osmanli : Eyalet-i Zigetvar ; hongrois : Szigetvári ejálet) était une des provinces de la Hongrie ottomane. Sa capitale était Szigetvár en Hongrie actuelle.